# 15. брдски армијски корпус (Немачка)
15. брдски армијски корпус Вермахта формиран је на територији Независне Државе Хрватске августа 1943. од јединица прикупљених од краја 1942. под команду "Опуномоћеног команданта Хрватске" за борбу против НОВЈ. У почетку је у свом саставу имао три дивизије, у септембру 1943. стављена му је под команду и 7. СС дивизија, а за време Зимских операција 1943/44 располагао је са пет дивизија и већим бројем посебних јединица. Корпус је имао тактичку команду и над јединицама 2. и 3. збора (корпуса) НДХ. Бројно стање свих јединица којима је командовао штаб корпуса износило је у децембру 1943. око 150.000 људи.
Од свог формирања, Корпус је потчињен Другој оклопној армији. Према западу Корпус се наслањао на снаге Групе армија Ц у области Кварнера и кварнерског залеђа, а на северу је река Сава делила оперативна подручја 15. и 69. корпуса. На истоку Корпус се ослањао на област 5. СС корпуса. Граница раздвајања ишла је долином реке Босне, затим преко јужне Босне и Далмације до ушћа Цетине, укључујући Брач и Хвар.
У саставу армије, Корпус је имао задатак борбе против снага НОВЈ и учвршћивања одбране против евентуалног савезничког искрцавања у Далмацији. У циљ решавања ових задатака, штаб Корпуса водио је велики број ратних операција, најпре у склопу Подухвата Ахзе (запоседање италијанске окупационе зоне), а затим током Зимских операција 1943/1944. Током пролећа је под командом штаба армије учествовао у операцијама изолације и уништења руководећих центара НОВЈ (Моргенштерн, Шах, Реселшпрунг).
Почетком октобра 1944. Корпус је добио задатак да издвоји једну дивизију (264) за борбе против Црвене армије у Панонији, док је суседни 5. СС корпус требало да издвоји 118. ловачку дивизију. У том циљу су у другој половини октобра ова два корпуса, у циљу скраћења фронта, почели организовану евакуацију Далмације. Ова операција завршена је потпуним неуспехом, јер су снаге 8. корпуса НОВЈ нанеле тешке поразе деловима ових корпуса. 264. дивизија, која је требало да буде пребачена у Панонију, потпуно је уништена у Книнској операцији почетком децембра 1944, а преостале две дивизије претрпеле су поразе и озбиљне губитке.
Дана 1. децембра 1944. Корпус је изашао из састава Друге оклопне армије и ушао у састав Групе армија Е.
Дана 20. марта 1945. почела је офанзива 4. армије ЈА на фронту 15. брдског корпуса. До краја марта 4. армија ослободила је Бихаћ, а у априлу је напредовање настављено Личко-приморком операцијом. У овим борбама јединице 15. корпуса трпеле су даље озбиљне губитке и поразе. Остаци Корпуса предали су се снагама ЈА почетком маја 1945. у Словенији.